# اسکار هایسرر
اسکار هایسرر (به فرانسوی: Oscar Heisserer) بازیکن فوتبال و هافبک اهل فرانسه است که از سال ۱۹۳۶ تا ۱۹۴۸ میلادی عضو تیم ملی فوتبال فرانسه بوده‌است. وی در ۲۵ بازی ملی حضور داشته است و در بازی‌های ملی‌اش ۸ گل به ثمر رساند.